# Meridiano 123 oeste
El meridiano 123 oeste de Greenwich es una línea de longitud que se extiende desde el Polo Norte atravesando el océano Ártico, América del Norte, el océano Pacífico, el océano Antártico y la Antártida hasta el Polo Sur.
El meridiano 123 oeste forma un gran círculo con el meridiano 57 este.
Comenzando en el Polo Norte y dirigiéndose hacia el Polo Sur, el meridiano 123 oeste pasa a través de:
| Coordenadas                         | País, territorio o mar   | Notas |
| ----------------------------------- | ------------------------ | --- |
| 90°0′N 123°0′O / 90.000, -123.000   | Océano Ártico            | |
| 76°6′N 123°0′O / 76.100, -123.000   | Canadá                   | Territorios del Noroeste - Isla del Príncipe Patrick                                                                |
| 76°1′N 123°0′O / 76.017, -123.000   | Estrecho de McClure      | |
| 74°27′N 123°0′O / 74.450, -123.000  | Canadá                   | Territorios del Noroeste - Isla de Banks                                                                            |
| 71°5′N 123°0′O / 71.083, -123.000   | Golfo de Amundsen        | |
| 69°49′N 123°0′O / 69.817, -123.000  | Canadá                   | Territorios del Noroeste - pasa a través del Gran Lago del Oso Columbia Británica - pasa justo al este de Vancouver |
| 49°4′N 123°0′O / 49.067, -123.000   | Boundary Bay             | |
| 48°40′N 123°0′O / 48.667, -123.000  | Estados Unidos           | Washington - Isla Orcas, Isla Shaw e Isla San Juan                                                                  |
| 48°27′N 123°0′O / 48.450, -123.000  | Estrecho de Juan de Fuca | |
| 48°5′N 123°0′O / 48.083, -123.000   | Estados Unidos           | Washington Oregón - pasa a través de Salem California                                                               |
| 38°18′N 123°0′O / 38.300, -123.000  | Océano Pacífico          | |
| 48°5′N 123°0′O / 48.083, -123.000   | Estados Unidos           | California - Point Reyes                                                                                            |
| 38°0′N 123°0′O / 38.000, -123.000   | Océano Pacífico          | Pasa a través de los Farallones, California, Estados Unidos                                                         |
| 60°0′S 123°0′O / -60.000, -123.000  | Océano Antártico         | |
| 73°41′S 123°0′O / -73.683, -123.000 | Antártida                | Territorio no reclamado                                                                                             |